# ハウス・オブ・ザ・デッド 〜スカーレット・ドーン〜
『ハウス・オブ・ザ・デッド 〜スカーレット・ドーン〜』（House Of The Dead Scarlet Dawn）は、セガ・インタラクティブ（2020年4月から2024年3月まではセガ、2024年4月以降はセガ フェイブ）より2018年9月13日に稼働開始されたアーケードゲーム。
セガ・インタラクティブのガンシューティングゲーム「ザ・ハウス・オブ・ザ・デッドシリーズ」の一作で、アーケード向けタイトルとしては第5作目となり、『愛されるより愛シタイ 〜THE HOUSE OF THE DEAD EX〜』以来9年ぶりの新作となる。また、本作は新規プレイヤーを獲得するため、数字ではなくタイトル表記となっている。

## 特色
- ケイト・グリーンの相棒として、ジェームズ・テイラーの弟であるライアン・テイラーが登場。
- シアター型の筐体が特徴[3]。
- 銃部分には12チャンネル式のスピーカーを装備[3]。
- 『4SP』同様、4Dシステムが特徴的で、光の演出効果でプレイヤーを楽しませる[4]。
- 舞台は20XX年[5]。なお、ゲーム中ではジェームズが命を落としたのが数年前であるという字幕が表示されるほか、ケイトがジェームズのセリフを回想する際には「3年前」と言うシーンがある。
- 東京ジョイポリスで本作をもとにしたアトラクションが2020年3月19日に稼働した[6]。

## ストーリー
20XX年12月6日。AMSエージェントのケイト・グリーンとライアン・テイラーはある館のパーティーに潜入。アメリカのとある州で、その最中、突如大量のゾンビが現れ、会場は地獄絵図と化した。二人は事件の真相を探るため、ゾンビたちがうごめく館を進んでゆく。

## 登場人物
ライアン・テイラー (Ryan Taylor)
アメリカ人
1P主人公。『ザ・ハウス・オブ・ザ・デッド 2』『ザ・ハウス・オブ・ザ・デッド 4』1P主人公ジェームズ・テイラーの弟。兄を尊敬して同じくAMSエージェントになった。本作の任務でケイトとチームを組み兄の仕事ぶりを知る事になる。
ケイト・グリーン (Kate Green)
アメリカ人
2P主人公。『4』『4SP』2P主人公。金髪の女性で、本作では髪型を変え首にブローチを付け、太腿が露出した赤ドレスを着用。持ち前の度胸と大胆な行動力を持ちAMSでも一目置かれるエージェント。数年前『4』の事件の調査をライアンの兄ジェームズ共々行っていた。
ソーンハート (Thornheart)
「DBRコーポレーション」の会長であり、本作の黒幕。キュリアンとゴールドマンとは先祖の代から関わっていることが『SD』で判明。『ザ・ハウス・オブ・ザ・デッド III』『4』『4SP』で登場した謎の男の正体である。キュリアンとゴールドマンが事件を起こした際は不治の病で既に死亡しているはずだったが、完治した模様。『III』では黒髪オールバックの中年男性。『4』ではやや白髪でオールバックの老人。『4SP』では後ろ姿。本作では皺顔でオールバックの老人で『4』と比べ更に老顔になった。本作も『4』『4SP』同様『III』の前日譚だが、『III』の黒髪の中年男性の姿に若返った理由は不明。怪我または関節の病気で右足を引きずり、本作では左手で杖をついている。館の最深部ステージでライアンとケイトの前に姿を現し、Moonを彼等の前に放った後は姿を消した。
ロイ・キュリアン&カレッブ・ゴールドマン (Roy Curien & Caleb Goldman)
『ザ・ハウス・オブ・ザ・デッド』『2』で事件を起こした黒幕。
キュリアンが『1』、ゴールドマンが『2』の事件の黒幕。ゴールドマンはキュリアンの影のスポンサーだったため『1』の事件の真の黒幕でもある。『III』のゾンビの製作者はキュリアンであり、『III』で登場した自分のもう1つの研究所のゾンビWheel of Fateを守っているだけだったが、攻めて来たトーマス傭兵部隊がトーマスを除き全滅してしまう事態になった。2人とも既に死亡している。
キュリアンは『1』では自分が製作した最高傑作Magicianがゴールドマンの裏切でデータを書き換えられ、Magicianの攻撃を受け『1』終盤で死亡。『III』では『1』の事件を起こす前のキュリアンの過去が判明し、アンデッド研究のきっかけが事件の数年前に末期の難病に冒され昏睡状態にあった息子ダニエルを救う為だった事と「息子を難病から救いたい」と純粋に息子を想う父の一面が描かれる。
ゴールドマンは『2』ではジェームズとゲーリーの活躍で計画が失敗したが、悔しがる様子を一切見せず「いずれ私の…第二第三の後継者が現れるだろう」と言い残し『2』EDでゴールドマンビル最上階から飛び降り自殺した。『4』ではパソコンの映像で登場。その後のソーンハートが事件を起こすことを知っていた模様で、『4』でパソコンでメッセージを残し希望の素晴らしさを語っていた。
本作ではOPで一瞬流れる過去作のシーン、Route Bのボス戦前のショートムービーでソーンハート共々一緒に写った写真、Chapter 4道中で石碑に描かれた顔だけ登場。

## システム
本作では「NORMAL MODE」と「MASTER MODE」が存在し、MASTERの方が敵が強い。また、SEGAのICカード「Aime」を使用することによってプレイ記録を保存することができ、プレイヤーネームの保存、プレイヤーレベルの保存などが行える。
また、「HODコイン」「アイテム」のシステムが初登場。HODコインはゲームの成績やゲーム内の隠しアイテム、イベントの成功、プレイヤーレベルの上昇（Aime使用時のみ）などによって入手することができ、それによってゲーム内で使用できる武器や防具などの「アイテム」を入手することができる。ただし、アイテムが有効なのはチャプター1つ分だけ、さらにアイテムは1チャプターにつき2つまでしか持ち込めない。さらには武器なら弾数（初期装備であるマシンガンはリロードは必要なものの弾数無制限）、ライフやシールドなら耐久に制限があり、限界に達した場合はそのアイテムは使えなくなる。また、アイテムはチャプターが始まるごとにHODコインを消費して交換する必要がある。ただし、ゲーム中にコンティニューした場合はすべてのアイテムが復活する。武器をアイテムで獲得した別の武器に持ち替える場合はコントローラーのボタンを押す必要がある。
なお、アイテムはAimeカードの使用時はNORMAL・MASTER共に選択可能だが、未使用プレイではNORMALではアイテム選択不可、MASTERでは使用できるアイテムの種類が制限される。なお、一部場面では持ち込んでいない武器への自動持ち替えが行われる。
ゲーム中のイベントとしては、本編では『2』（番外編を含めると『ザ・ハウス・オブ・ザ・デッド オーバーキル』）以来となる一般人救出イベントが復活し、リザルト評価の項目「イベント成功数」にカウントされる。また、『III』以来となるパートナー救出イベントも復活した（ただし、誤射ペナルティはなくなっている）。さらに、過去シリーズでは出現しなかったターゲットサイトを壊す形のイベントや制限時間が付与される形のイベントも追加されている。
ステージはChapter 0「スケアクロウの館 〜Scarecrow Mayer〜」が最初のステージ、Chapter 1「ケイトとライアン 〜Kate and Ryan〜」、Chapter 2「ホモ・サピエンス 〜Homo sapiens〜」、Chapter 3「パンドラの箱 〜Pandora's Box〜」はそれぞれ「別館 玄関口」「地下施設 入口」「エレベーターホール」から進むルートを任意の順番で選択する形になっているため、順番は固定されていない。最終ステージのChapter 4「最後の希望 〜A Glimmer of Hope〜」は「館の最深部」で固定である。なお、今作では過去シリーズにおいて二字熟語で統一されていたステージの邦題がこれまでより長いものになっている。

## ボス
Chariot - チャリオット
Route A（別館ステージ）のボス。『1』当時の傷を持ったソフィー・リチャーズ（現ソフィー・R・ローガン）の悪夢であり、初代以来の再登場となる。初代はサイバー風の鎧を纏った巨人だが、今作はサイブリッド化改造手術の影響でロボットを彷彿させる防具を纏っており、その素顔は醜悪。独特な歩き方は本作でも健在。
Chapter 0でも少しだけ登場し、この時はダメージを与えることも足止めをする事も出来ない。その上付近にいたゾンビを二体掴んでプレイヤーに投げつける攻撃を一度だけ行うため、直撃する前に撃ち落として回避する必要がある。その後近づいて斧を振り下ろす攻撃をしてくるが、これは単なる演出でありダメージは受けない。これを最後にChapter 0では登場しなくなる。
本格的な戦いとなる別館ステージでの戦闘では、高い機動力でプレイヤーを翻弄し、強力な斧の一撃は勿論のこと、周囲の物を破壊してプレイヤーに飛ばしてくるなど初代と比較して格段にパワーアップしている。なお、このボスの戦闘中は一般人が登場するためその救出も行わなくてはならず、救出に失敗すると生存者もろとも叩きつけられてプレイヤーもダメージを喰らい、当然生存者は死亡してしまう。
また初代では主人公より以前に侵入した別のエージェントが鎧の胸部に傷をつけて弱点を作り出していたが、本作では鎧に傷は無く、序盤はダメージを与える事が出来ない。ダメージを与える為にはプレイヤーが道中で入手できる「ロケットランチャー改」を撃ち込むことで、自力で鎧を破壊して弱点を作り出す必要があり、ロケットが直撃した部分（頭、右肩、左肩、右足、左足のいずれか）が弱点となる。さらに終盤では『III』のデスのように柱を挟んだ通路の向こう側にいるチャリオットを撃たなくてはならない場面もある。初代と異なり自ら鎧を脱ぎ捨てることはないが、体力が全て無くなると力尽きて鎧が全て剥がれ落ちる。最期は力尽き倒れているところを自らの大斧が倒れて後頭部を直撃し、完全に死亡する。
Priestess - プリーステス
Route B（地下施設ステージ）のボス。巨大な蛸型の容姿に2つの巨大な目、顔中央に縦状に牙のある口に、先端に無数の牙が付いた8本の触手を持ち、女性の歌声のような鳴き声を発する。見かけによらず水陸両用であり、触手で壁に張り付きながら移動したり、柱にぶら下がることができる。触手を用いた攻撃を得意としており、触手に表示されるポインターを破壊する事で攻撃をキャンセル出来る。弱点は両目で、撃っていれば体力ゲージが減っていく。ただし結局はステージ最終盤で入手する火炎弾の一撃によって、ボスの残り体力に関係なく一撃で倒される仕様になっている。
Hangedman - ハングドマン
Route C（エレベーターホールステージ）のボス。チャリオットと同様初代からの再登場となり、屋上にてライアンたちの目の前でヘリコプターを破壊した際は初代をオマージュした台詞でライアンたちを挑発する。初代に比べ、顔を含めてより蝙蝠としての外見が強調されている。攻撃方法は無数のデビロンを従えながら、急降下蹴りや体当たりを仕掛けるといった肉弾戦が主体。弱点は頭と四肢の関節。また、本格的なボス戦前に道中で瓦礫を放り投げてくるほか、屋上に油を撒いて火を放ちライアンたちを焼き殺そうとするなど狡猾な戦法も用いる。終盤で自ら放った炎が自分に引火し、道連れを目論んでプレイヤーに再び強襲を仕掛けるが、猛反撃を受けた末に力尽き、屋上から転落死する。
Moon - ムーン
Chapter 4 最後の希望 〜A Glimmer of Hope〜のボスで本作のラストボス。今作の舞台となる館を凌駕するほどの巨体を誇る、神もしくは悪魔を彷彿させる3つ目の筋肉質の巨人のような風貌をしている。
Magician（初代）やEmperorのように片言だが人語を話せるほどの知性や人間やゾンビを軽々と吹き飛ばせる怪力、口から放たれる強酸や火炎弾、手から放たれる光弾などの多彩な攻撃手段に加え、急速な速度で成長・進化を遂げるほどの驚異的な生命力を有している。
最初は頭部だけしかなかったが、周囲のゾンビ達を吸収する事で自分の肉体を右腕、左腕、両足、翼の順番に形成し、巨大化していく。その大きさはWorld以上に誇る『OVERKILL』のマザー以上であり、Moonがシリーズ中最大の大きさを誇ることになった。
弱点は額の第3の目であり、一応体力ゲージを最後まで減らす事が出来るが普通の方法で体力ゲージを最後まで減らす事が出来ない。正史ではライアンとケイトがMoonの体力を最後まで減らす事が出来なかった為、ライアンがせめてものの抵抗で突き刺した金属棒に雷が直撃して完全に死亡する。
なお、マスターモードのノーコンティニュークリアにおいては、最後にケイトが『4』でジェームズが使用した自爆装置を使おうとしたことが示唆されている。

## クリーチャー
本項では本作に登場するクリーチャーを紹介する。名前は公式ウェブサイトのCREATUREの項から抜粋。
ROGERS - ロジャース、ALLEN - アレン、SANTANA - サンタナ、BRYANT - ブライアント、WILSON - ウィルソン
全ステージを通して最も多く登場する一般的なタイプのクリーチャー。プレイヤーに大挙して向かってきたり、パーティー客に襲いかかるなどの行動をとる。主な攻撃は引っかき、噛みつき、殴りつけ、飛びかかり。集団ではプレイヤーの押し倒しやパートナー襲撃のイベントを発生させることがある。なお、ウィルソンのみChapter 0には登場しない。
KAGEO - カゲオ
全身がミイラのように干からびたクリーチャー。狭く暗いところから現れる。全作品登場。
SUZUKI - スズキ
カゲオと同じく全身がミイラのように干からびたクリーチャー。カゲオと違い服を着ている。動きが素早い。
CYRIL - シリル
両手に手斧を持つクリーチャー。上半身を手斧で防御しつつ、手斧を投げつけての攻撃や接近しての斬りつけを行ってくる。胴体や脚を撃つと防御が解けるためその隙に弱点を狙うとよい。『1』以来の登場。
PARK - パーク
両手に棍棒を持つクリーチャー。行動および攻撃パターンはシリルと同じく、頭を棍棒で防御しつつ、殴りかかってきたり棍棒を投げつけたりする。
MAC - マック
黒い武者装束のような服を身にまとう忍者のようなクリーチャー。刀を構えながら狭い廊下や壁を走ったり、アクロバティックな動きで主人公たちに接近し、斬りつけて攻撃してくる。
EBITAN - エビタン
水中に生息しており全身が腐敗しているクリーチャー。体の色は緑。水中から現れ接近しての攻撃の他、遠距離からは口に含んだヘドロを吐き出して攻撃してくる。全作品登場。
SMOKER - スモーカー
エビタンと同じく水中に生息しており全身が腐敗しているクリーチャー。エビタンより体が大きく体の色は紫。行動パターンはエビタンとほぼ同じだが、遠距離ではヘドロを投げつけて攻撃してくる。
SIMON - サイモン
上半身裸の筋肉質で大柄なクリーチャー。胴体部分は高い耐久力を持つ。拳による殴りつけ、パーティー客を持ち上げてプレイヤーに投げつけるなどの攻撃を行う。なお、Chapter 0で館の外に出た瞬間に攻撃してくるサイモンのみ耐久がない。
BRUCE - ブルース
紫のシャツ、シルクハット、サングラスを身に着けたロックミュージシャンのような風貌をしたクリーチャー。体格はサイモンと同じ。武器であるエレキギターを掻き鳴らしながら上半身を激しく動かしプレイヤーに接近するため、弱点である頭部を狙いづらい。主な攻撃方法はギターでの殴りつけ。Route BとChapter 4にのみ登場。
BENTLEY - ベントリー
丸く太った体形をしたクリーチャー。胴体は分厚い脂肪に覆われており耐久力は高い。樽やドラム缶の投げつけ、体当たりによる攻撃を行う。『1』以来の登場。
SAMSON - サムソン
チェーンソーを持ったクリーチャー。作業帽とオーバーオールを身に着けた作業員のような風貌をしている。弱点である頭部をチェーンソーで防御しながらプレイヤーに接近し大きく振り下ろして斬りつけて攻撃を行う。腹部を撃つと頭を見せる。
SAMSON Jr. - サムソンジュニア
サムソンと同じくチェーンソーを持ったクリーチャー。頭部に金属の板、胴体には金属の板でできたエプロンを身に着けているため、銃撃が通用しない。ダメージを与えるには頭部に攻撃を加え金属の板を剥がす必要がある。Chapter 4にのみ登場。
RUBIN - ルービン
中折れ帽をかぶり両手に手甲鉤を装備したクリーチャー。素早い動きで接近しながら引っかき攻撃を行う。
DRAKE - ドレイク
ハンチング帽をかぶり両手にナイフを持った小柄なクリーチャー。ルービンと同じく素早い動きによる斬りつけ攻撃とナイフを投げつけて攻撃を行う。
JANISH - ジャニス
シルクハットをかぶり両手に鉤爪を装備した小柄なクリーチャー。ルービンと同じく素早い動きによる引っかき攻撃を行う。
MURRER - モゥラー
小さなヒル型のクリーチャー。目が無く無数の歯が生えている。サブマシンガンの弾丸1発で倒せるほど耐久力は低い。鳴き声を上げながらプレイヤーに飛びついて噛みつき攻撃を行う。全作品登場。
DEVILON - デビロン
コウモリ型のクリーチャー。サブマシンガンの弾丸1発で倒せるほど耐久力は低い。群れを成して飛来しプレイヤーに噛みつき攻撃を行う。一度に多数現れるが、全部は向かってこない。全作品登場。
RATSTAR - ラットスター
ネズミ型のクリーチャー。サブマシンガンの弾丸1発で倒せるほど耐久力は低い。下水道や水路に生息しており、大量に移動する個体のうち数匹がプレイヤーに飛びついて噛みつき攻撃を行う。

## 緋色すもも
緋色すももは、本作の宣伝大使を務める、クリーチャー系バーチャルYouTuber。容姿はカゲオに似ているが、頭に桃がついている。また、ペットとして「モラたん」というモウラーによく似た生物（すもも曰く「ダンボールに入って捨てられていた」らしい）を飼っている。2020年9月9日をもって宣伝大使を卒業し、カゲオに芝居の指導を乞い、修行の旅に出た。